# كامبو غراندي دو بياوي
كامبو غراندي دو بياوي بلدية في ولاية بياوي في المنطقة الشمالية الشرقية من البرازيل.